# Células de red

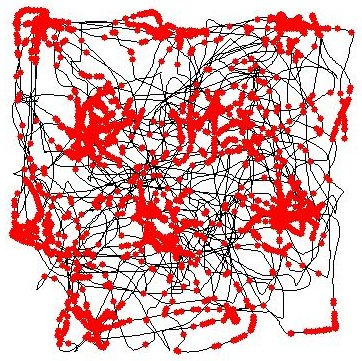
La trayectoria de una rata sobre una plataforma cuadrada se muestra en negro. Los puntos rojos indican los lugares en que una célula de red entorrinal en particular disparó.

Una célula de red (también llamada célula grid o célula rejilla) es un tipo de neurona que se encuentra en el cerebro de distintas especies y que les permite entender cuál es su posición en el espacio.

La red triangular que se forma al conectar los centros de las áreas de disparo de estas neuronas les da su nombre.

Las células de red fueron descubiertas en 2005 por Edvard Moser, May-Britt Moser y sus estudiantes Torkel Hafting, Marianne Fyhn y Sturla Molden en el Centro para la Biología de la Memoria (CBM) en Noruega. Fueron galardonados con el Premio Nobel de Fisiología o Medicina junto con John O'Keefe por sus descubrimientos sobre las células que constituyen el sistema de posicionamiento del cerebro. El arreglo espacial de las áreas de disparo neuronal, equidistantes unas de otras, dio pie a la hipótesis de que estas células codifican una representación cognitiva del espacio euclídeo. El descubrimiento de estas células también sugiere un mecanismo de cálculo dinámico para el auto-posicionamiento basado en información de posición y dirección continuamente actualizada.
En un estudio experimental típico, un electrodo capaz de registrar la actividad de una sola neurona (grabación de una sola unidad o grabación de unidad única o single unit recordings en inglés), es implantado en la corteza cerebral de una rata, en una sección llamada corteza entorrinal dorsomedial, y los registros se realizan mientras la rata se mueve libremente en un espacio abierto. Cada vez que se registra el potencial de acción de la neurona en cuestión, se coloca un punto rojo justo en la posición donde se encontraba la cabeza de la rata en ese momento. Con el transcurso del tiempo estos puntos se acumulan en grupos que a su vez forman los vértices de la red de triángulos equiláteros como se puede observar en la imagen. Este patrón regular de triángulos equiláteros o teselado que se forma es lo que distingue a las células de red de otras que presentan disparo espacial (como las células de lugar). Por el contrario, si una célula de lugar del hipocampo de una rata es examinada de la misma manera, es decir, colocando un punto en la posición donde la neurona dispara, se forman grupos de puntos, aunque generalmente es un solo grupo (un área o campo de lugar) en un ambiente dado. Incluso cuando se observan varios grupos de puntos, no hay un patrón aparente.

## Antecedentes
En 1971, John O'Keefe y Jonathon Dostrovsky reportaron el descubrimiento de células de lugar entre las células del hipocampo de la rata. Estas células se accionaban cuando el animal pasaba por una pequeña región en el espacio, llamado "campo de lugar" o "área de lugar". Este descubrimiento, aunque controversial al principio, llevó a una serie de investigaciones que culminaron en 1978 con la publicación del libro escrito por O'keefe y su colega, Lynn Nadel, llamado "El Hipocampo como mapa cognitivo" (The Hippocampus as a Cognitive Map). En el libro se argumenta que las redes neurales del hipocampo generan mapas cognitivos como los propuestos por el psicólogo Edward C. Tolman. Esta teoría provocó un gran interés y motivó a muchos para realizar cientos de estudios experimentales con el propósito de clarificar el papel del hipocampo en la memoria espacial y la navegación espacial.
Fyhn, M.; Molden, S.; Witter, M. P.; Moser, E. I.; Moser, M. -B. (2004). "Spatial Representation in the Entorhinal Cortex". Science 305 (5688): 1258–1264. Bibcode:2004Sci...305.1258F. doi:10.1126/science.1099901. PMID 15333832. edit
Debido a que la corteza entorrinal aporta, por mucho, la mayor parte de la información al hipocampo, sin duda era importante entender las propiedades de disparo espacial de las neuronas entorrinales. Los primeros estudios, como el de Quirk et al. (1992), describían neuronas en la corteza entorrinal con campos de lugar relativamente grandes y difusos. Sin embargo, los Mosers creyeron que era posible obtener resultados diferentes si los registros se realizaban en una parte distinta de la corteza entorrinal. La corteza entorrinal es una tira de tejido que va de la parte ventral hacia la dorsal de la orilla trasera del cerebro de la rata. Estudios anatómicos han demostrado que diferentes sectores de la corteza entorrinal proyectan a diferentes niveles del hipocampo: el extremo dorsal de la corteza entorrinal proyecta a la parte dorsal del hipocampo mientras que la ventral proyecta a la parte ventral del hipocampo. Esto es relevante dado que varios estudios han demostrado que las células de lugar en la parte dorsal del hipocampo tienen áreas de lugar considerablemente mejor definidas que las células de niveles ventrales. Sin embargo, todos los estudios realizados sobre la actividad espacial entorrinal anteriores a 2004 utilizaron electrodos implantados cerca del extremo ventral de la corteza entorrinal. Por consiguiente, junto con Marianne Fyhn, Sturla Molden y Menno Witter, Edvard Moser y May-Britt Moser se dispusieron a examinar los disparos espaciales de las neuronas en la corteza entorrinal de los diferentes niveles dorsales y ventrales. Encontraron que en la parte dorsal de la corteza entorrinal medial (CEM), las células tenían campos de lugar claramente definidos tal como en el hipocampo pero que las células disparaban en múltiples ubicaciones. La disposición de los campos de disparo mostró indicios de regularidad, pero el tamaño del ambiente en cuestión, era demasiado pequeño para que una periodicidad espacial fuera visible en este estudio.
El siguiente grupo de experimentos, reportados en 2005, utilizaban un ambiente más amplio, lo que llevó a la observación de que estas células en realidad se accionaban en un patrón de red hexagonal. El estudio mostró que las células en niveles similares, dorsal a ventral, de la corteza entorrinal medial tenían un espaciamiento y orientación de red similar pero la fase de la red, el desplazamiento de los vértices con respecto a los ejes "x" y "y", aparentemente estaba distribuida al azar entre las células. El patrón de acción periódico se expresó independientemente de la configuración de puntos de referencia en el ambiente, es decir, tanto en la oscuridad como en presencia de puntos de referencia visibles, e independientemente de los cambios en la velocidad y dirección de los movimientos del animal. Esto llevó a los autores a sugerir que las células de red realizan cálculos dinámicos de la localización del animal dependientes de la integración del recorrido (integración de rutas o path integration, en inglés).
En 2014 John O'Keefe, May-Britt Moser y Edvard Moser fueron galardonados con el Premio Nobel de Fisiología o Medicina por sus descubrimientos sobre las células de red.

## Propiedades

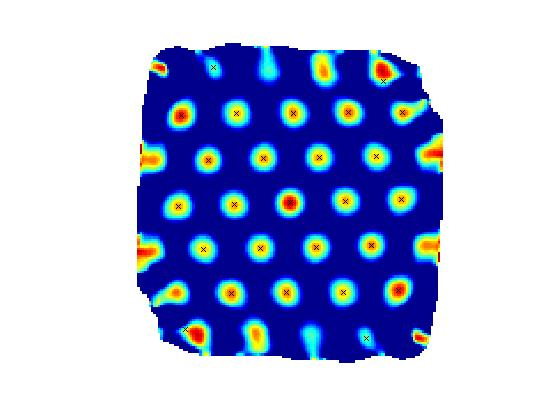
Autocorrelograma espacial de la actividad neuronal de la célula de red de la primera figura.

Las células de red son neuronas que disparan cuando un animal, que se mueve libremente, atraviesa un conjunto de pequeñas regiones (campos de disparo) que son prácticamente iguales en tamaño y que están organizados en una forma periódica y triangular que cubre el espacio disponible en el ambiente. Células con este patrón de disparo han sido descubiertas en todas las capas de la porción caudal de la corteza medial entorrinal dorsal. Sin embargo, las células de distintas capas tienden a diferir en otras características. La capa II contiene la mayor cantidad de células de red puras, esto es, que disparan de la misma manera sin importar la dirección en la que el animal atraviesa el lugar en el que disparan. Las células de red de capas más profundas están entremezcladas con células conjuntivas. y con células de dirección de cabeza (en las capas III, V y VI hay células con un patrón similar al de red que disparan únicamente cuando el animal está volteando en una dirección en particular).
Las células de red que se encuentran una junto a la otra (células cuya actividad es registrada con el mismo electrodo) normalmente muestran redes con el mismo espaciamiento y orientación pero los vértices de la red están desplazadas una de otra aparentemente de manera aleatoria. Sin embargo, las células cuya actividad es registrada con diferentes electrodos a una cierta distancia entre ellas frecuentemente muestran diferentes espaciamientos en la red. Las células que se encuentran más cercanas al extremo ventral (esto es, más alejadas del extremo dorsal de la corteza entorrinal medial) generalmente tienen campos de disparo más amplios en cada vértice de la red y por lo tanto mayor espaciamiento entre los vértices de la red. El rango de espaciamientos en las redes no está bien establecido: el primer reporte describía un rango de espaciamiento de apenas el doble (de 39 cm a 73 cm) a través del extremo dorsal de la corteza entorrinal medial, pero hay indicios de redes con escalas considerablemente más amplias en zonas más ventrales. Brun et. al, en 2008, realizó grabaciones de células de red de ratas, corriendo en una pista de 18m, en múltiples niveles y encontró que el espaciamiento de la red se expandía de alrededor de 25 cm en la región más dorsal a un aproximado de 3m en las regiones más ventrales. Estos registros solo se hicieron en 3/4 de la corteza sin llegar al extremo ventral, por lo que es posible que existan redes aún más grandes.
La actividad de las células de red, aparentemente, no requiere de información visual puesto que los patrones de las redes se mantienen iguales cuando las luces se apagan. No obstante, cuando hay estímulos visuales, estos impactan con fuerte control sobre la forma en que se alinean las redes: rotar una tarjeta con el dibujo de un cilindro colocada en la pared provoca que los patrones de las redes roten en la misma proporción. Los patrones de red se generan en cuanto el animal entra a un ambiente nuevo y normalmente se mantiene estable. Cuando el animal es colocado, nuevamente, en un ambiente completamente diferente las células de red mantienen el espaciamiento de la red y las redes de las células vecinas mantienen sus desplazamientos relativos.

## Interacciones con las células de lugar del hipocampo
Cuando la rata es colocada en un ambiente diferente, los patrones de actividad espacial de las células de lugar del hipocampo usualmente muestran algo conocido como "remapeo total" ("complete remapping" en inglés), es decir, el patrón de los campos de lugar se reorganizan de tal manera que no guardan semejanza con el patrón generado en el ambiente original. Si las características del ambiente son alteradas no tan radicalmente, el patrón del campo de lugar sufre un cambio menor, el cual es conocido como "remapeo de tasa" ("rate remapping" en inglés), en el cual muchas células alteran su tasa de disparos aunque la mayoría de ellas conservan campos de lugar en las mismas posiciones que antes. Fyhn et al, en 2007, examinó este fenómeno usando registros simultáneos de células entorrinales y del hipocampo y encontró que en situaciones donde el hipocampo muestra remapeo de tasa, las células de red muestran patrones de disparo sin alteraciones, mientras que cuando el hipocampo sufre un remapeo total, los patrones de disparo de las células de red muestran cambios y rotaciones impredecibles.

## Ondas theta
La actividad neural en prácticamente todas las partes del sistema hipocampal está modulada por las ondas theta límbicas, las cuales tienen una frecuencia de 6 Hz a 9 Hz en ratas. La corteza entorrinal no es la excepción: tal como el hipocampo, esta recibe acetilcolina y GABA del área septal media, el regulador central de las ondas theta. Las células de red, como las células de lugar del hipocampo, muestran una fuerte regulación theta. Las células de red de la capa II de la corteza entorrinal media también se asemejan a las células de lugar del hipocampo en que muestran precesión de fase, esto es, su actividad de potenciales de acción va de las fases tardía a la temprana del ciclo theta cuando el animal pasa por un vértice de red. La mayoría de las células de redde la capa III no hacen esto, pero sus spikes están restringidos a la mitad del ciclo theta. La precesión de fase de la célula de red no se deriva del hipocampo ya que continúa apareciendo en animales cuyo hipocampo ha sido inactivado por un agonista de GABA.

## Posibles funciones
Muchas especies de mamíferos son capaces de recordar la localización espacial incluso en ausencia de estímulos visuales, auditivos, olfatorios o táctiles, por medio de la integración o incorporación de sus movimientos, la habilidad para realizar esto es conocida en la literatura como integración de ruta. Una serie de modelos teóricos han explorado los mecanismos por los cuales la integración de ruta puede ser ejecutada por redes neurales. En la mayoría de los modelos, como los propuestos por Samsonovich y McNaughton en 1997 o por Burak y Fiete en 2009, los principales ingredientes don (1) una representación interna de la posición, (2) representaciones internas de la velocidad y dirección del movimiento, y (3) un mecanismo para cambiar, en la proporción adecuada, la posición codificada, cuando el animal se mueve. Dado que las células en la corteza entorrinal medial codifican información sobre la posición (células de red) y de movimiento (células de dirección de cabeza y de posición conjuntiva por células de dirección), esta área es actualmente vista como el candidato más prometedor para el lugar en el cerebro en donde ocurre la integración de ruta. Sin embargo, la pregunta sigue sin respuesta dado que en humanos la corteza entorrinal parece no ser necesaria para este proceso de integración de ruta. En 2009, Burak y Fiete demostraron que una simulación computacional del sistema de las células de red era capaz de realizar integración de ruta con un alto nivel de precisión. No obstante, trabajos teóricos más recientes sugieren que las células de red podrían realizar un proceso de eliminación de ruido más general, no necesariamente relacionado con el procesamiento de información espacial.
Hafting et al. en 2005 sugirió que un código de lugar es computado en la corteza entorrinal y alimentado al hipocampo, lo cual podría hacer la asociación, entre el lugar y los eventos, necesaria para la formación de memorias.

Un entramado hexagonal.

A diferencia de la célula de lugar hipocampal, una célula de red tiene múltiples campos de disparo con espaciamiento regular que genera una tesela con patrón hexagonal. Las propiedades únicas de las células de red son las siguientes:
1. Las células de red tienen campos de disparo dispersos por todo el ambiente (a diferencia de los campos de lugar que están restringidos a una región específica del ambiente)
2. Los campos de disparo están organizados en forma de enramados hexagonales.
3. Los campos de disparo están, usualmente, igualmente distanciados uno del otro, tal que la distancia entre un campo de disparo y los otros seis adyacentes es la misma (aunque cuando hay cambios en el tamaño del ambiente, el espaciamiento del campo puede reducirse o expandirse de diferente forma y en diferentes direcciones; Barry et al. 2007)
4. Los campos de disparo están posicionados de la misma manera, tal que los 6 campos vecinos están localizados a aproximadamente un incremento de 60 grados

Las células de red están ancladas a puntos de referencia externos, pero se mantienen en la oscuridad. Esto sugiere que las células de red pueden ser parte de un mapeo del ambiente espacial basado en movimientos propios.